# Cretone
Cretone is een plaats (frazione) in de Italiaanse gemeente Palombara Sabina.